# Де-Арк (Арканзас)
Де-Арк (англ. Des Arc) — місто (англ. city) в США, в окрузі Прері штату Арканзас. Населення — 1905 осіб (2020).

## Географія
Де-Арк розташований на висоті 61 метр над рівнем моря за координатами 34°58′36″ пн. ш. 91°30′24″ зх. д. / 34.97667° пн. ш. 91.50667° зх. д. (34.976628, -91.506592). За даними Бюро перепису населення США в 2010 році місто мало площу 5,33 км², з яких 5,32 км² — суходіл та 0,02 км² — водойми.

### Клімат
| Клімат : Де-Арк              | Клімат : Де-Арк | Клімат : Де-Арк | Клімат : Де-Арк | Клімат : Де-Арк | Клімат : Де-Арк | Клімат : Де-Арк        | Клімат : Де-Арк | Клімат : Де-Арк | Клімат : Де-Арк | Клімат : Де-Арк | Клімат : Де-Арк | Клімат : Де-Арк | Клімат : Де-Арк |
| Показник                     | Січ.            | Лют.            | Бер.            | Квіт.           | Трав.           | Черв.                  | Лип.            | Серп.           | Вер.            | Жовт.           | Лист.           | Груд.           | Рік             |
| Абсолютний максимум, °C      | 26,7            | 27,8            | 31,1            | 33,9            | 36,7            | 40,6                   | 42,8            | 42,8            | 40,0            | 36,7            | 30,6            | 26,1            | 42,8            |
| Середній максимум, °C        | 8,9             | 11,7            | 17,2            | 22,2            | 27,2            | 31,1                   | 33,3            | 32,8            | 28,9            | 23,3            | 16,7            | 10,6            | 22,0            |
| Середній мінімум, °C         | −0,6            | 1,7             | 6,1             | 11,1            | 16,1            | 20,6                   | 22,8            | 21,7            | 17,2            | 10,6            | 6,1             | 1,1             | 11,2            |
| Абсолютний мінімум, °C       | −20,6           | −20             | −9,4            | −2,2            | 2,8             | {{{Jun record low C}}} | 12,8            | 8,9             | 1,1             | −5              | −10,6           | −18,9           | −20,6           |
| Норма опадів, мм             | 89              | 104             | 122             | 132             | 130             | 81                     | 79              | 61              | 99              | 114             | 127             | 132             | 1270            |
| ---------------------------- | --------------- | --------------- | --------------- | --------------- | --------------- | ---------------------- | --------------- | --------------- | --------------- | --------------- | --------------- | --------------- | --------------- |
| Джерело: The Weather Channel |                 |                 |                 |                 |                 |                        |                 |                 |                 |                 |                 |                 |                 |

## Демографія
Згідно з переписом 2010 року, у місті мешкало 1717 осіб у 714 домогосподарствах у складі 466 родин. Густота населення становила 322 особи/км². Було 787 помешкань (148/км²).
Расовий склад населення:
| - 86,9 % — білих - 11,0 % — чорних або афроамериканців - 0,5 % — корінних американців |

До двох чи більше рас належало 1,5 %. Іспаномовні складали 1,4 % від усіх жителів.
За віковим діапазоном населення розподілялося таким чином: 22,1 % — особи молодші 18 років, 56,8 % — особи у віці 18—64 років, 21,1 % — особи у віці 65 років та старші. Медіана віку мешканця становила 44,0 року. На 100 осіб жіночої статі у місті припадало 91,8 чоловіків; на 100 жінок у віці від 18 років та старших — 88,6 чоловіків також старших 18 років.
Середній дохід на одне домашнє господарство становив 35 144 долари США (медіана — 27 804), а середній дохід на одну сім'ю — 37 340 доларів (медіана — 29 583). Медіана доходів становила 29 111 долар для чоловіків та 20 625 доларів для жінок. За межею бідності перебувало 20,4 % осіб, у тому числі 26,2 % дітей у віці до 18 років та 12,8 % осіб у віці 65 років та старших.
Цивільне працевлаштоване населення становило 715 осіб. Основні галузі зайнятості: освіта, охорона здоров'я та соціальна допомога — 22,1 %, роздрібна торгівля — 18,9 %, сільське господарство, лісництво, риболовля — 12,7 %, науковці, спеціалісти, менеджери — 8,0 %.
За даними перепису населення 2000 року в Де-Аркці мешкало 1933 особи, 534 родини, налічувалося 783 домашніх господарств і 850 житлових будинків. Середня густота населення становила близько 364,7 людини на один квадратний кілометр. Расовий склад Де-Арка за даними перепису розподілився таким чином: 83,03 % білих, 14,80 % — чорних або афроамериканців, 1,30 % — корінних американців, 0,31 % — азіатів, 0,93 % — представників змішаних рас, 0,62 % — інших народів. Іспаномовні склали 1,29 % від усіх жителів міста.
З 783 домашніх господарств в 30,0 % — виховували дітей віком до 18 років, 48,3 % представляли собою подружні пари, які спільно проживали, в 16,6 % сімей жінки проживали без чоловіків, 31,7 % не мали сімей. 29,4 % від загального числа сімей на момент перепису жили самостійно, при цьому 15,8 % склали самотні літні люди у віці 65 років та старше. Середній розмір домашнього господарства склав 2,38 особи, а середній розмір родини — 2,93 особи.
Населення міста за віковою діапазону за даними перепису 2000 розподілилося таким чином: 24,6 % — жителі молодше 18 років, 7,4 % — між 18 і 24 роками, 25,7 % — від 25 до 44 років, 23,0 % — від 45 до 64 років і 19,2 % — у віці 65 років та старше. Середній вік мешканця склав 40 років. На кожні 100 жінок в Де-Аркці припадало 89,0 чоловіків, у віці від 18 років та старше — 83,5 чоловіків також старше 18 років.
Середній дохід на одне домашнє господарство в місті склав 23 750 доларів США, а середній дохід на одну сім'ю — 28 264 долара. При цьому чоловіки мали середній дохід в 26 250 доларів США на рік проти 17 500 доларів середньорічного доходу у жінок. Дохід на душу населення в місті склав 14 629 доларів на рік. 16,3 % від усього числа сімей в окрузі і 20 % від усієї чисельності населення перебувало на момент перепису населення за межею бідності, при цьому 32,2 % з них були молодші 18 років і 12,9 % — у віці 65 років та старше.